# Świerkowa Kopa
Świerkowa Kopa (niem. Freirichterkoppe) – wzniesienie (609 m n.p.m.) w południowo-zachodniej Polsce, w Sudetach Środkowych, w Górach Sowich, na Wzgórzach Wyrębińskich.

## Położenie
Wzniesienie położone w północno-zachodniej części Wzgórz Wyrębińskich, na południowy wschód od miejscowości Bartnica.

## Charakterystyka
Jest to małe, kopulaste, rozległe wyniesienie, z niewyraźnie zaznaczonym wierzchołkiem.

## Budowa geologiczna
Masyw zbudowany z utworów czerwonego spągowca, głównie piaskowców, należących do północno-wschodniego skrzydła niecki śródsudeckiej. Dawniej złoża piaskowca były eksploatowane w niewielkich kamieniołomach położonych u północno-wschodniego podnóża wzniesienia.  

## Roślinność
Cały obszar wzniesienia zajmują łąki i nieużytki oraz w małej części pola uprawne.

## Tunel
Pod wzniesieniem około 70 m poniżej wierzchołka, wydrążone są dwa równoległe tunele na trasie kolejowej Wałbrzych – Kłodzko.

## Historia
Na północny zachód około 900 m od wzgórzu w 1807 r. podczas wojen napoleońskich miała miejsce potyczka oddziałów pruskich i Bawarczyków (w służbie Napoleona). Prusacy zostali rozproszeni i wyparci w Góry Suche w stronę Czech, gdzie prawie wszyscy dostali się do niewoli.

## Szlaki turystyczne
Świerki - Świerkowa Kopa - Bartnica